# Barrage de Macagua
 (novembre 2017).
Si vous disposez d'ouvrages ou d'articles de référence ou si vous connaissez des sites web de qualité traitant du thème abordé ici, merci de compléter l'article en donnant les références utiles à sa vérifiabilité et en les liant à la section « Notes et références ».
Le barrage de Macagua est un barrage au Venezuela sur le Caroní. Il est situé en avant du barrage de Caruachi près de la confluence avec l'Orénoque et de la ville de Ciudad Guayana. Il est associé à une centrale hydroélectrique de 3 167,5 MW.